# Ana Guțu

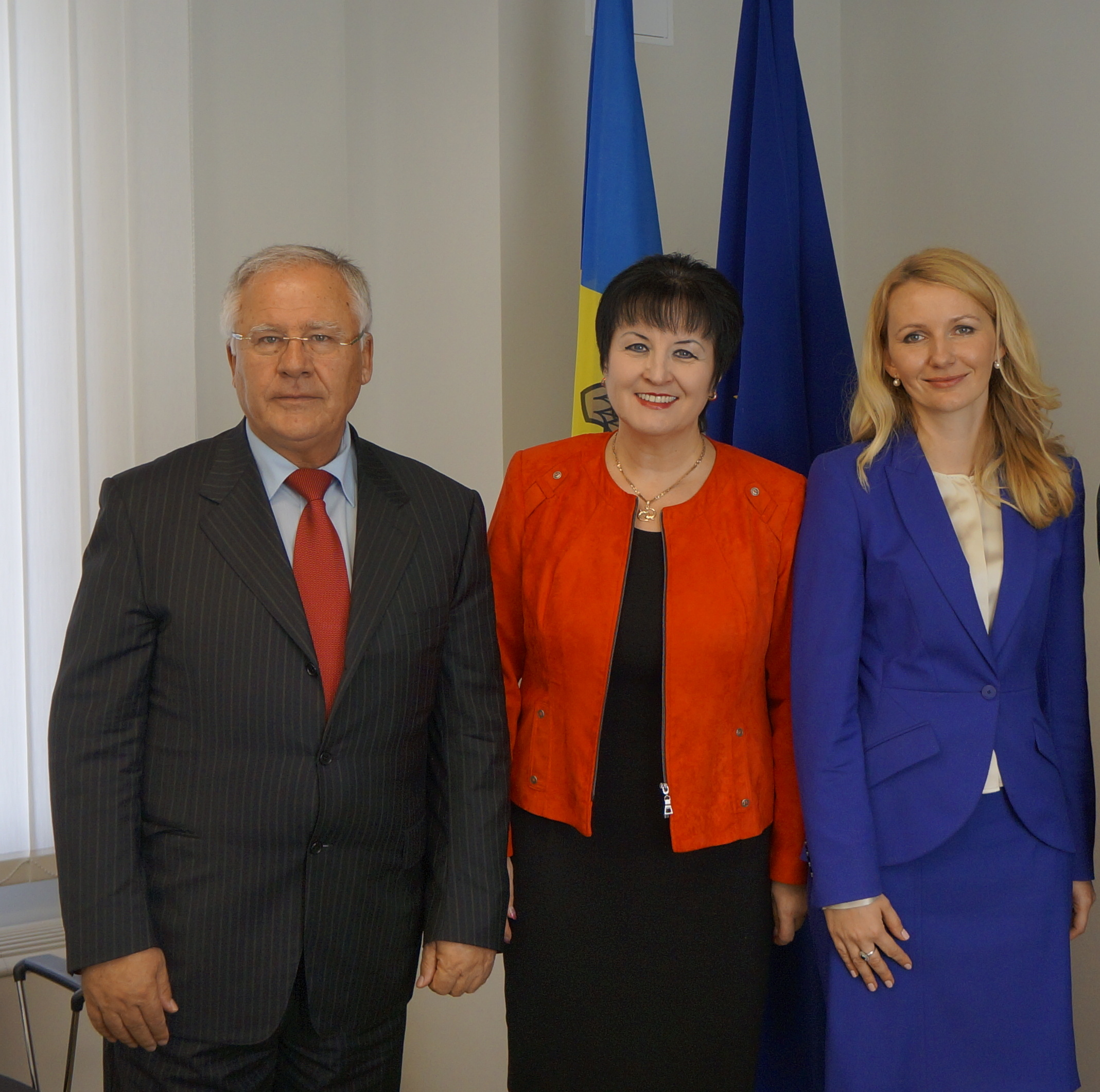
Dumitru Diacov, Ana Guțu and Inese Lībiņa-Egnere

Ana Guțu (russisch Анна Гуцу; * 13. März 1962 in Suvorov, Rajon Cahul, Moldauische SSR) ist eine moldauische Politikerin, Parlamentsabgeordnete und Professorin.

## Leben
Ana Guțu wurde 1962 in der Nähe von Cahul, das damals noch Teil der Sowjetunion war, als Ana Petrov geboren. Nachdem sie 1984 ihr Studium an der Staatlichen Universität Chișinău abgeschlossen hatte, arbeitete sie als Dozentin am Pädagogischen Institut Tiraspol, der Universität Chișinău sowie als Französischlehrerin. Seit 1995 leitet Guțu das Department für französische Sprache an der Freien Internationalen Universität Moldaus. Bei der Parlamentswahl in Moldau im April 2009 zog sie als Abgeordnete für die Liberale Partei ins Parlament ein und gehört seitdem zur Regierungsfaktion. Ende 2013 verließ sie die Liberale Partei und war gemeinsam mit einigen weiteren Abgeordneten an der Gründung der Liberal-Reformatorischen Partei beteiligt.
Kurz vor der Parlamentswahl in der Republik Moldau 2014 verließ sie die Liberalreformer wieder, die in Umfragen bei weniger als zwei Prozent lagen, und schloss sich wieder der Liberalen Partei an.

## Politische Ansichten
Guțu ist eine strenge Befürworterin der EU-Integration Moldaus. Sie sieht diese als alternativlos an. Sie unterstützt auch eine Vereinigung Moldaus mit Rumänien.
Guțu gilt außerdem als russophob und minderheitenfeindlich. Sie fordert eine vollständige und schnelle „Rumänisierung“ Moldaus und rief dazu auf, dass der moldauische Staat die Finanzierung aller russischsprachigen Schulen, sowie aller Schulen, in denen in einer Minderheitensprache unterrichtet wird, einstellen soll. 2013 initiierte sie einen gescheiterten Gesetzesentwurf, der Hochschulen zwingen soll, Veranstaltungen nur noch auf Rumänisch anzubieten. Ebenfalls forderte sie, der russischen Sprache jegliche offizielle Funktion in Moldau zu nehmen und Personen, die Rumänisch nicht oder nur unzureichend sprechen, die Arbeitserlaubnis zu entziehen. Junge Moldauer, die als Gastarbeiter nach Russland gingen, bezeichnete sie als würdelos. Guțu wurde wiederholt von Vertretern von Minderheiten, wie denen der Gagausen und Russen, scharf kritisiert. Oppositionspolitiker warfen ihr vor, ihre Ansichten seien nicht mit europäischen Idealen vereinbar. Guțu gab an, wegen ihrer politischen Ansichten und Äußerungen bereits bedroht worden zu sein. Der Transnistrien-Konflikt könne Guțus Meinung nach nicht politisch gelöst werden.
Sie gilt inzwischen als Sinnbild für anti-russische Politik in der Republik Moldau.

## Auszeichnungen
2014 wurde Ana Guțu von Nicolae Timofti der Orden der Republik verliehen, die höchste politische Auszeichnung Moldaus. Als Begründung wurde ihr Einsatz für die EU-Integration des Landes angeführt.